# آمیگا ۵۰۰ پلاس
کمودور آمیگا ۵۰۰ پلاس (به انگلیسی: Commodore Amiga 500 Plus) یا به اختصار A500+ یک مدل پیشرفته و توسعه یافته از آمیگا ۵۰۰ اورجینال می‌باشد. نکته مهم در مورد این رایانه، معرفی نسخه جدیدی از «کیک استارت» و رابط گرافیکی «ورک بنچ» و بهبود در عملکرد بعضی از چیپست‌های این سیستم بود. مهم‌ترین این تعییرات سخت‌افزاری، اضافه شدن تراشه موسوم به «مجموعه تراشه توسعه یافته» یا به اختصار «ایی سی اس» بود.

## معرفی
آمیگا ۵۰۰ پلاس در بازارهای مختلفی (از جمله در بسیاری از کشورهای اروپائی) عرضه شد، اما هرگز به‌طور رسمی در آمریکا به فروش نرسید.
با وجود اینکه این مدل از آمیگا در سال ۱۹۹۲ معرفی شد، ولی بنا به اظهار نظر بعضی از منتقدان، این سیستم در سال ۱۹۹۱ هم به فروش رفته، همچنین حدس زده می‌شود در زمان عرضه آمیگا ۵۰۰ پلاس، موجودی این محصول قبل از کریسمس در انبارهای شرکت کمودور هم تمام گشته بود. کمودور برای تأمین نیازهای بازار قبل از کریسمس از موجودی انبار خود که سیستم‌های دارای مادربورد اصلاح شده 8A آمیگا ۵۰۰ پلاس استفاده کرد. با وجود اینکه آمیگا ۵۰۰ پلاس یک مدل بهبود یافته از آمیگا ۵۰۰ اورجینال بود، اما در عمل یک مدل مهجور و ناموفق بود. شرکت کمودور فقط شش ماه به تولید این مدل مبادرت ورزید و در تابستان ۱۹۹۲ این مدل را با آمیگا ۶۰۰ جایگزین کرد.

## دلیل طراحی آمیگا ۵۰۰ پلاس
شرکت کمودور مدل آمیگا ۵۰۰ پلاس را به دو دلیل طراحی کرد. اولین دلیل کاهش هزینه‌های تولید بود؛ این هدف با تغییرات جزئی در مادربورد صورت گرفت تا هزینه‌های تولید کاهش یابد. دومین دلیل هم عرضه سخت‌افزار بهبود یافته‌ای بود که توسط آن بتواند به معرفی سیستم عامل جدید آمیگا (آمیگااواس ۲٫۰۴) بپردازد.

## مشکلات سازگاری
در پی ارتقاء سیستم عامل و ارائه «کیک استارت» جدید، تعدادی از بازی‌های معروف آن زمان (مانند: «جزیره گنج دیزی»، «لوتوس اسپریت توربو» و SWIV) بر روی این مدل از آمیگا اجرا نمی‌شد و تعدادی از افرادی این بازی‌ها را خریده بودند، مجدداً بازی را به فروشنده‌ها مرجوع کردند. این مشکل توسط شرکت‌های «طرف سوم» با تولید برد سخت‌افزاری خاصی که به کاربر اجازه انتخاب و سوئیچ بین «کیک استارت» ۱٫۲ یا ۱٫۳ را می‌داد، حل گردید. این مورد همچنین باعث تشویق سازندگان بازی به بهبود برنامه‌نویسی محصولاتشان می‌گردید که از نظر شرکت کمودور برای پیش زمینه معرفی نسل بعد آمیگا (آمیگا ۱۲۰۰) بسیار مهم بود. همچنین یک نرم‌افزار با نام Relokick منتشر گردید که «کیک استارت ۱٫۳» را در داخل حافظه سیستم بارگذاری می‌کرد و پس از ری استارت کردن دستگاه، اجازه می‌داد نرم‌افزارهای ناسازگار به راحتی اجرا شوند. (یک نسخه از این نرم‌افزار همراه یکی از شماره‌های مجله «سی یو آمیگا» عرضه شد). در بعضی از موارد نیز شرکت‌های سازنده اقدام به عرضه نسخه آپدیت شده بعضی از بازی‌هایشان جهت سازگاری با این مدل و سیستم عامل نمودند.

## مشخصات فنی
- سی پی یو موتورولا ۶۸۰۰۰ با سرعت ۷٫۰۹ مگاهرتز (پال)/ ۷٫۱۶ مگاهرتز (ان تی اس سی)
- یک مگابایت «چیپ رَم» (مدل‌های بسیار اولیه با ۵۱۲ کیلوبایت عرضه شد)
- کیک استارت ۲٫۰۴ (نسخه ۳۷٫۱۷۵)
- رابط، کاربری «ورک بنچ» ۳۷٫۶۷
- دارای باتری داخلی جهت نگهداری زمان
- چیپست کامل «ایی سی اس» که شامل مدل جدیدی از تراشه‌های «آگنوس» و «دنیس» بود[۹]